# Михайловский, Владимир Карлович
Михайловский Владимир Карлович (23 апреля 1931 года — 2000 год) — советский и белорусский живописец, педагог, член Союза художников СССР.

## Биография
Родился 23 апреля 1931 года в Бобруйске.
В 1962 году окончил Белорусский театрально-художественный институт, в котором учился у Суховерхова В. П., Цвирко В. К. Его дипломной работой стала картина «Город строится».
С 1962 года участник художественных выставок и руководитель изостудии Дворца культуры БелСовПрофа.
Был научным сотрудником Института искусствоведения, этнографии и фольклора АН БССР с 1964 по 1970 год, преподавателем БПИ с 1972 года (с 1984 года — доцент). Член Белорусского союза художников с 1970 года.
Большую часть жизни прожил в Минске. Умер в 2000 году.

## Творчество
Работал в области тематической картины, в жанрах пейзажа и натюрморта. Увлекался пейзажами белорусской природы и Балтийского моря.
Среди произведений такие картины как:
- «Город строится» (1962 год)
- «БелАзовцы» (1973 год)
- «Хатынский набат» (1975 год)
- «Гимнастки» и «На БелАзе» (1975 год)
- «Память» и «День победы» (1978 год)
- «Юность» и «Натюрморт» (1984 год)

Основными работами стали такие картины как:
- «На Жодинском автозаводе» (1968 год) и «За власть Советов» (1969 год)